# バルガス家

バルガス家の紋章

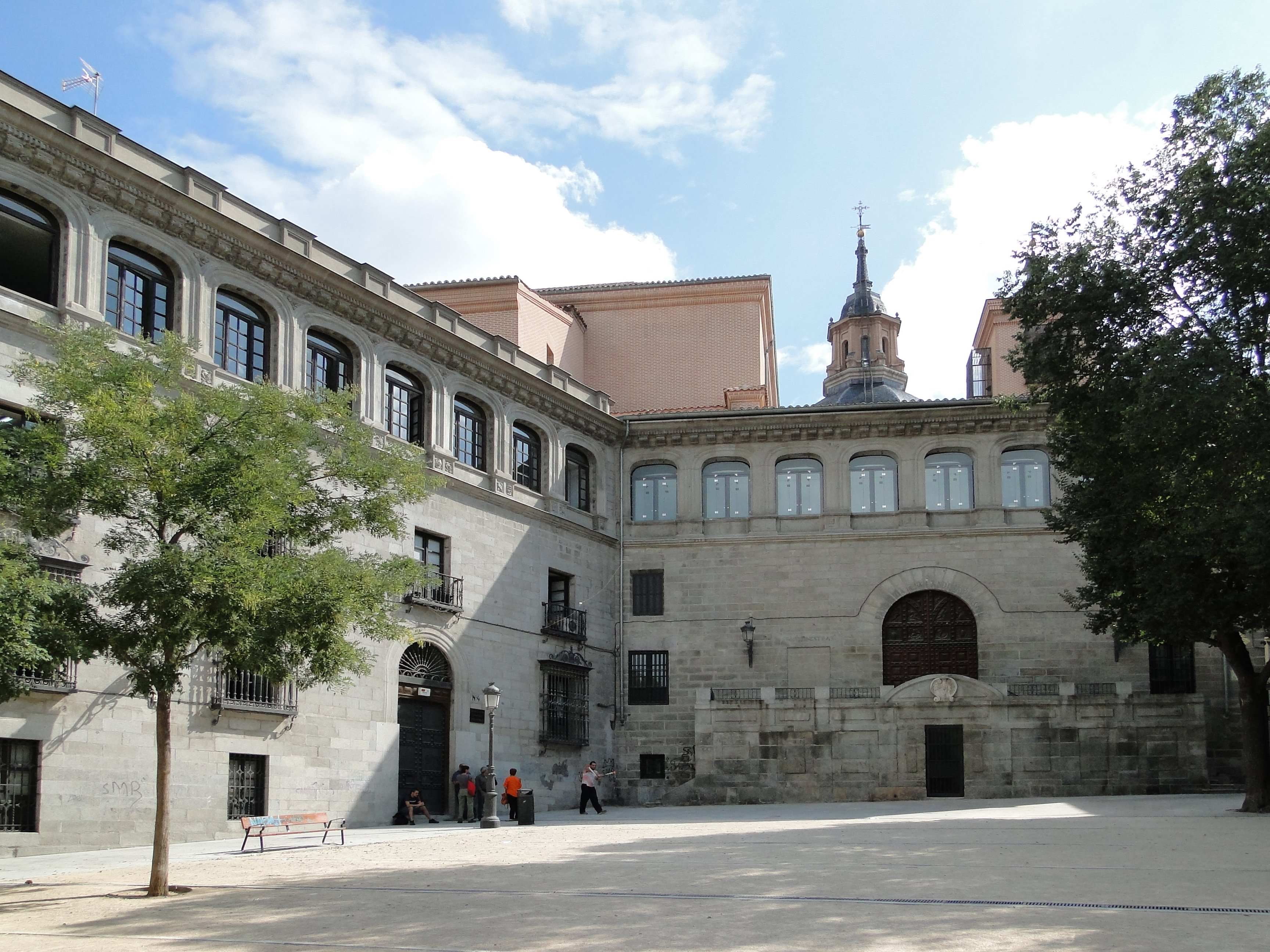
マドリードのバルガス家の宮殿

バルガス家(スペイン語: Casa de Vargas)は、スペインの貴族の家系。1083年に行われたレコンキスタでアルフォンソ6世の下で戦い、マドリードをイスラム教徒から回復した騎士、イバン・デ・バルガスを祖とする一族。分家にはバルガスマチューカ公爵家がある。

## 著名な人物
- ディエゴ・デ・バルガス（初代ナヴァ・デ・バルシナス侯爵（スペイン語版））
- ファドリキ・デ・バルガス（スペイン語版）（初代サン・ヴィセンテ・デル・バルコ侯爵（スペイン語版））
- ガルシー・ペレス・デ・バルガス（スペイン語版）
- フェルミン・デ・カルバハル＝バルガス（スペイン語版）（初代サン・カルロス公爵（スペイン語版））